# Petrus Fokko Tammens
Petrus Fokko Tammens (Eigenlijke naam Petrus Tammens) (Grijssloot (Leens), 8 april 1898 - Lemmer, 25 mei 1986) was een NSB'er en als zodanig tussen 1943 en 1945 burgemeester van de stad Groningen. Hij was een neef van verzetsstrijdster Sietje Gravendaal-Tammens, die bij een ontmoeting opmerkte dat ze 'na 10 mei 1940' dat niet meer was.

## Levensloop
Tammens was een rijke herenboer uit Grijssloot, die na zijn afstuderen de boerderij van zijn schoonvader in Ruigezand overnam. Hij meldde zich pas na de Duitse inval in de Sovjet-Unie in 1941 als lid voor de NSB vanwege zijn afkeer van het communisme. Tijdens de Tweede Wereldoorlog was hij lid van de bestuursraad (gedeputeerde) van de provincie Groningen. Verder was hij gemachtigde voor de landbouw, als opvolger van de door het verzet gedode F.E. Posthuma. Toen hij werd gevraagd voor de functie van burgemeester weigerde hij in eerste instantie omdat hij vond dat hij het te druk had met zijn andere taken. Vervolgens reisde Mussert zelf naar Groningen om hem min of meer te dwingen de functie te aanvaarden. Hij werd in januari 1943 benoemd en op 4 maart 1943 geïnstalleerd als burgemeester van Groningen. Hij was de opvolger van de op 2 september 1942 ontslagen burgemeester Cort van der Linden. Tammens kon niet over een ambtswoning beschikken. Hij koos ervoor om de woning van zijn ondergedoken voorganger, een villa aan het Zuiderpark over te nemen.
Tijdens de bevrijding van de stad Groningen werd Tammens op 15 april 1945 gearresteerd vanwege zijn NSB-lidmaatschap. Hij zat vervolgens in voorarrest in de strafgevangenis te Scheveningen, tot hij in juli 1949 in Groningen werd berecht door het Tribunaal voor de Bijzondere Rechtspleging. Hij werd tot zeven jaren gevangenisstraf veroordeeld, met aftrek van vier jaren voorarrest. Wegens goed gedrag tijdens zijn gevangenisstraf kreeg hij een jaar aftrek, zodat hij op 15 april 1951 werd vrijgelaten. De overige straffen die hem werden opgelegd waren een boete van tienduizend gulden en ontzetting uit het stemrecht voor de duur van tien jaar na afloop van zijn straftijd. Na zijn gevangenschap verhuurde hij zijn landerijen en kon van de opbrengst daarvan leven. Afgezien van een korte periode als vertegenwoordiger van een zaadhandel heeft hij geen werkzaamheden meer verricht.

## Literatuur

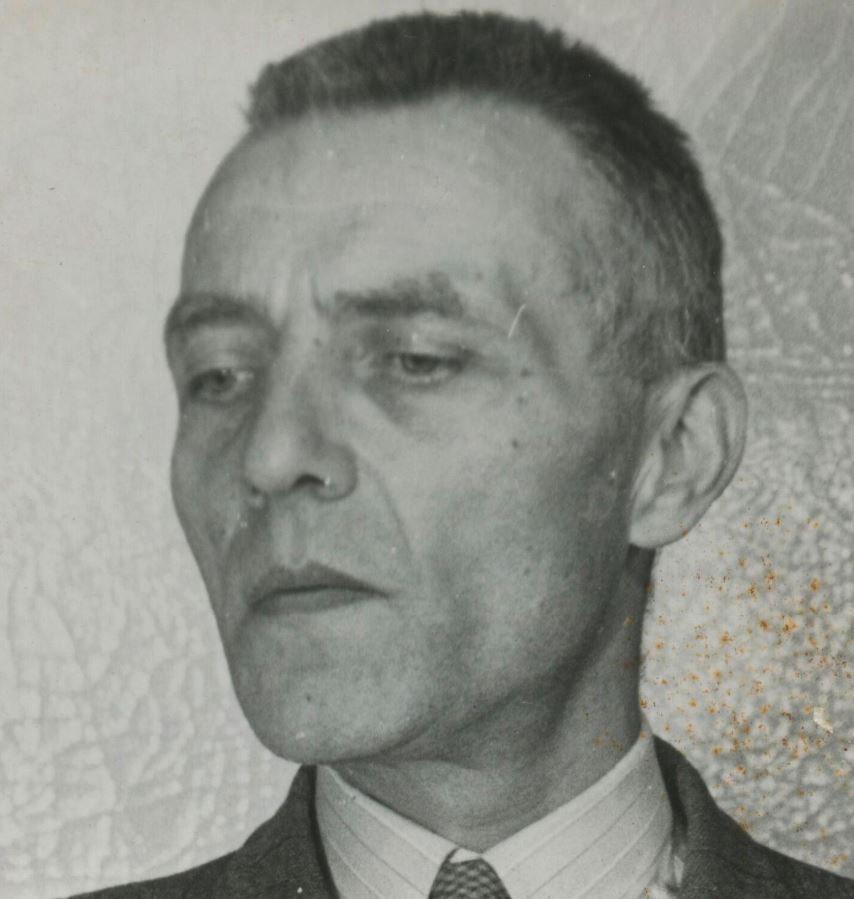
Tammens kort na zijn arrestatie in 1945

## Trivia
- Tammens was onderwerp van de Bob Houwenlezing op 18 november 2020 (lezing op vimeo)